# Dacrydium xanthandrum
Dacrydium xanthandrum  — вид хвойних рослин родини подокарпових. У штаті Сабах загальновживаною назвою є керапуй.
Видовий епітет складається з грецьких слів xantho — «жовтий», andrus — «самець», описуючи колір пилкових шишок.

## Опис
Кущ чи дерево, 2–36 м заввишки, до 70 см діаметром. Листки молодих рослин лінійно-ланцетні, завдовжки до 2 см, шириною 0,8 мм, товщиною близько 0,2 мм, загострені. Дорослих рослин листки від ланцетних до лінійно-ланцетних, 6–10 мм або менше в основі пагона, загострені, шириною 0,5–0,8 мм, товщиною 0,2 мм. Пилкові шишки 5–13 мм завдовжки і 2–2,5 мм в діаметрі. 4–5 мм завдовжки, блискуче коричневе насіння росте по 1 чи 2 на шишку.

## Поширення, екологія
Країни поширення: Індонезія (Калімантан, Малуку, Папуа, Сулавесі, Суматра); Малайзія (Сабах, Саравак); Папуа Нова Гвінея (архіпелаг Бісмарка, Північні Соломонові острови); Філіппіни. Вид локально поширений або панівний, зустрічаються від первинних дощових лісів низовини з розкиданими окремими високими деревами до високих гірських хребтів (до 2700 м) з низьким моховим лісом, де він може домінувати. Ґрунт змінюється від глини до торфу, але D. xanthandrum стає рясним або панівним тільки на відкритих скелястих хребтах або на торфі чи кислих породах (дацит, граніт, або пісковик) або бідних поживними речовинами пісках. В таких місцях, D. xanthandrum супроводжується різними видами миртових та інших покритонасінних чагарників і невеликих дерев.

## Використання
Деревина цього виду не відрізняється від інших видів Dacrydium і де великі дерева зустрічаються в лісі, вони, ймовірно, вирубуються і ними торгують як подокарповими. Це дерево цінується для будівництва і меблевого виробництва.

## Загрози та охорона
Вирубка лісів і лісозаготівлі, безсумнівно, вплинули на області розміщення цього виду, наприклад, на Борнео, але важко оцінити кількісно цей спад. Він виживає і регенерує у вирубаних лісах. Цей вид присутній в ряді охоронних територій, наприклад, Національний парк гора Кінабалу і лісові заповідники в штатах Сабах і Саравак.